# Carnival Magic
El Carnival Magic es un crucero de la clase Dream propiedad de Carnival Cruise Line. Su buque gemelo es el Carnival Dream que entró en servicio el 21 de septiembre de 2009. 
El Carnival Magic es el barco más grande construido para Carnival después del Carnival Vista y del Carnival Horizon.

## Construcción
La quilla del Carnival Magic fue puesta el 12 de enero de 2010 en los astilleros de Fincantieri, en Monfalcone, Italia. Fue botado el 27 de agosto de 2010. Completó sus pruebas de navegación entre el 17 y el 20 de marzo.

## Concepto
De acuerdo al comunicado de prensa de Carnival, el barco y sus barcos gemelos, el Carnival Dream y el Carnival Breeze, esperan tener la más amplia variedad de actividades, restaurantes y opciones de entretenimiento de toda la flota.